# Humblotia flavirostris
Humblotia flavirostris là một loài chim trong họ Muscicapidae.